# Sârbii-Măgura
Sârbii-Măgura ist eine Gemeinde im Nordosten des Kreises Olt, in der Großen Walachei in Rumänien. Gemeindesitz ist Vitănești.

## Geographische Lage
Sârbii-Măgura liegt an der Kreisstraße (drum județean) DJ 657B auf einer Höhe von etwa 182 Metern über NN am Bach Vedița und umfasst etwa 42 km². Die Gemeinde grenzt im Süden unmittelbar an Corbu, im Norden an Optași-Măgura. Sârbii-Măgura liegt etwa 25 Kilometer südöstlich von der Kleinstadt Scornicești; die Kreishauptstadt Slatina ca. 42 Kilometer südwestlich von Sârbii-Măgura entfernt.

## Geschichte
Das Dorf Vitănești wurde 2003 aus der Gemeinde Optași-Măgura ausgegliedert und bildet seitdem die Gemeinde Sârbii-Măgura. Dem Dorf Vitănești sind die Weiler Cosereni, Ungheni, Vităneștii-Mici, Braniște und Sârbi zugeordnet.
Der Namensteil Sârbii ist bedeutungsgleich mit der rumänischen Bezeichnung für die Serben.
Der rumänische Schriftsteller Nicolae Oprea wurde am 3. Juli 1950 in Sârbii-Măgura geboren und ist Mitglied des „Schriftstellerverbandes Rumäniens“.

## Weblink
- Sârbii-Măgura bei ghidulprimariilor.ro